# PA-423
A  PA-423 é uma rodovia brasileira do estado do Pará. Essa estrada intercepta a rodovia PA-254 em sua extremidade norte, e a PA-255 em sua extremidade sul.
Está localizada na região  do Baixo Amazonas, no estado do Pará, atendendo ao município de Monte Alegre. 